# Vera Amaral
Vera Helena Rossmann Carvalhaes do Amaral (Santos, 28 de dezembro de 1916 —  São Paulo, 19 de março de 2008) foi uma pintora, desenhista, gravadora e professora brasileira.
Em 1928, aos 12 anos, iniciou os estudos artísticos com o professor Theodoro Braga, obtendo o primeiro lugar no curso de arte do Colégio Mackenzie. Mais tarde, como aluna de Antonio Rocco, cumpriu integralmente o programa da Escola de Belas Artes de Nápoles. Expôs pela primeira vez em 1947, no Esplanada Hotel, em São Paulo.
Entre 1949 e 1950 estagiou com Yoshiya Takaoka e, nos dois anos seguintes, estudou pintura mural com Candido Portinari.
Realizou muitas obras a bico de pena, além de ser exímia retratista. Foi professora responsável pela cadeira de desenho artístico e composição decorativa, durante onze anos, na Faculdade de Arquitetura e Urbanismo da Universidade de São Paulo.
Em 1962 foi para Londres, com objetivo de estudar psicologia e psicanálise, lá permanecendo até meados de 1965. No retorno ao Brasil, passou a dedicar-se exclusivamente à pintura. Em 1972 foi morar na Ilha de Itacuruçá, na Baía de Sepetiba, no Rio de Janeiro, onde permaneceu a maior parte do tempo pintando para exposições. Em 1974 estudou gravura com Flávio Pereira e Motta.
Em 1983 foi agraciada pelo Instituto Histórico e Cultural Pero Vaz de Caminha com o diploma e o colar Padre José de Anchieta.

## Exposições individuais
- 1947 – Hotel Esplanada (São Paulo, SP)
- 1968 – Galeria Astréia (São Paulo, SP)
- 1974 – Galeria Ipanema (São Paulo, SP)
- 1975 – Galeria Sensus (São Paulo, SP)
- 1983 – Escritório de Arte Renato Magalhães Gouvêa (São Paulo, SP)
- 1985 - Galeria André (São Paulo, SP)
- 1986 – Galeria de Arte C.C.B.E.U (Santos, SP)

## Exposições coletivas
- 1949 – 15º Salão Paulista de Belas Artes, na Galeria Prestes Maia (São Paulo, SP)
- 1998 – Traços e Formas, na Jo Slaviero Galeria de Arte (São Paulo, SP)